# 佐伯祐里
佐伯 祐里（さえき ゆり、1973年7月1日 - ）は、日本のAV女優。
東京都出身。T154/B88/W58/H86（デビュー時）。血液型O型。

## 略歴
1990年代前半に活動した。1992年4月、「尾崎 麗美」として『快楽のDOORIII 処女航海』（LUNA）でAVデビュー、ほどなくして「佐伯祐里」に改名し、同年6月、『プリティベイビー』（アリスJAPAN）で再デビューした。
『Beppin-School』『デラべっぴん』等の英知出版各誌で活発なグラビア活動も行い、同社からは2冊の写真集も刊行された。
1993年にAVを引退。
2008年7月、XCITYの懐かしAV女優紹介企画、シャイニングメモリーズで取り上げられた。

## 人物
- 趣味:ウインドショッピング[1]

## 出演作品

### アダルトビデオ（オリジナル作品）
尾崎麗美 名義
- 快楽のDOOR 3 処女航海（1992年4月25日、LUNA）
- 天使が僕のジュニアにKissをした…（1992年5月30日、EVE）
- ティーンエイジエモーション（1994年、アイザック）

佐伯祐里名義
- プリティベイビー（1992年6月12日、アリスJAPAN）
- 昼間からここでしましょ（1992年7月17日、アリスJAPAN）
- 愛だけは… 狂い咲き祐里（1992年8月6日、シェール）
- 新学園物語 狙われた放課後（1992年8月25日、シャイ企画）
- 淫乱ナースの性蜜検査（1992年9月11日、ディレクターズ）
- 最後のあぶない体験（1992年10月1日、デラックスパリス）
- 野獣に抱かれて（1992年10月29日、シャイ企画）
- GUILTY 4 背徳の償い（1992年11月27日、シェール）
- クライマックスはひ・み・つ!!（1992年12月10日、サクセス・ビデオ・コミュニティー）
- あぶないウェディング 素敵にダマして（1992年12月18日、シャイ企画）
- Endless Heart 祐里の愛情物語（1993年1月、大洋図書）
- H秘書はナマがお好き PART.11（1993年1月26日、シェール）
- エンドレス・ハート（1993年2月20日、大洋図書）
- 監禁ランジェリークィーン 5　祐里の鎮魂歌（1993年3月18日、シャイ企画）
- ミルキーな舌使い（1993年4月10日、サクセス・ビデオ・コミュニティー）＊「プリティ・ベイビー」を再編集したもの
- ラスト・リフレイン（1993年11月25日、メディアックス）＊イメージビデオ
- スーパーAVコレクション 佐伯祐里＆西村理沙（1993年、ワイルドワン・コーポレーション）
- 50分まるごとクライマックス 佐伯祐里マガジン（1993年、ヨーヨー）

### アダルトビデオ（主要編集作品）
佐伯祐里名義
- dear again（1999年6月25日、シャイ企画）DVD、シャイ作品のハイライトシーン収録
- H秘書はナマがお好き THE BEST（2001年6月25日、シェール）DVD、全10名＊オムニバス作品
- Dear...（2001年7月13日、Tinkerbell）DVD、『GUILTY』『H秘書はナマがお好き』収録
- Angelic House 1（2001年11月25日、チャンネルヴィ）VHS
- 監禁ランジェリークィーン THE DVD（2002年8月30日、シャイ企画）DVD、他出演:美輪れい、白石ひとみ、森下茜、朝岡実嶺
- ノーカット・バリューパック!!（2003年5月9日、アリスJAPAN）DVD、『プリティベイビー』『昼間からここでしましょ』『淫乱ナースの性蜜検査』収録
- 愛だけは…（2004年3月5日、Tinkerbell）『愛だけは…』DVD版
- Legend（2004年9月24日、M-KING）『最後のあぶない体験』DVD版
- LEGEND GIRLS 5（2005年11月4日、エッチアールシー）DVD＊オムニバス作品
- 決定盤1500 Dカップ家庭教師 DX2（2006年6月16日、メディアバンク）DVD＊オムニバス作品
- I LOVE 佐伯祐里（2008年9月30日、ロデオドライブ）DVD、『最後のあぶない体験』収録
- Legend Special 23（2009年10月16日、エー・エス・ジェイ）DVD、『新学園物語 狙われた放課後』『野獣に抱かれて』『あぶないウェディング 素敵にダマして』収録

## 書籍

### 写真集
- INNOCENT～佐伯祐里DEBUT写真集（1992年10月20日発行、撮影：井ノ元浩二、英知出版）
- ALBUM（1993年7月5日発行、撮影：西田幸樹、英知出版） ISBN 4-7542-1337-8